# Atuntsea
Atuntsea is een geslacht van vlinders van de familie visstaartjes (Nolidae), uit de onderfamilie Chloephorinae.

## Soorten
- A. hoenei Berio, 1976